# Christian Wegmann
Christian Wegmann es un director deportivo y antiguo ciclista alemán nacido el 22 de febrero de 1976 en Münster.

## Biografía
Christian Wegmann debutó como profesional en 1997 con el equipo Die Continentale - Olympia. Ganó la Omloop der Kempen en 1998 y terminó tercero de la Vuelta a Alemania en 1999. Entre 2000 y 2002 compitió con el equipo Saeco donde ganó la segunda etapa de la Vuelta a Austria en 2001 y la cuarta etapa de la Vuelta a Baviera en 2002.
Después de su carrera como profesional, se convirtió en director deportivo del equipo Gerolsteiner, en el que militaba su hermano Fabian. Fue director de 2006 a 2008.

## Palmarés
1998
- Omloop der Kempen
- 1 etapa del Tour de Japón

2001
- Tour de la Hainleite
- 1 etapa de la Vuelta a Austria
- 3.º en el Campeonato de Alemania de ciclismo en ruta

2002
- 1 etapa de la Vuelta a Baviera